# Carex renschiana
Carex renschiana är en halvgräsart som beskrevs av Johann Otto Boeckeler. Carex renschiana ingår i släktet starrar, och familjen halvgräs. Inga underarter finns listade i Catalogue of Life.